# هنري ميشيل
هنري ميشيل (بالفرنسية: Henri Michel)‏ (ولد في 29 أكتوبر 1947 - وتوفي في 24 أبريل 2018 في فرنسا) كان لاعب كرة قدم ومدرب فرنسي. تعود شهرته عندما قام بتدريب منتخب فرنسا الأول، ثم درب اتجه لتدريب أندية إفريقية، حيث درب كل من منتخب ساحل العاج لكرة القدم والمنتخب المغربي لكرة القدم ونادي الزمالك المصري.

## هنري لاعباً
بدأ مسيرته الكروية مع نادي أيكس في عام 1964، ولعب معهم حتى عام 1966، وفي عام 1966 انتقل إلى نادي نانت، ولعب معهم حتى عام 1982.
وقد لعب مع منتخب فرنسا لكرة القدم بين عامي 1969 و1980، وشارك معهم في 58 مباراة دولية وسجل 4 أهداف.

## هنري مدرباً
بدأ مسيرته التدريبية مع منتخب فرنسا لكرة القدم تحت 21 سنة في عام 1982 وحتى عام 1984، وفي عام 1984 درب منتخب فرنسا لكرة القدم وحتى عام 1988 وقاد فرنسا خلال هذه الفترة في كأس العالم 1986 في المكسيك إلى الدور قبل النهائي ولكنه خسر من منتخب ألمانيا الغربية وكان المنتخب الفرنسي يضم في ذلك الوقت ميشيل بلاتيني وألاين غيريسي. وفي عام 1988 عاد إلى تدريب منتخب فرنسا لكرة القدم حتى عام 1990. بعد ذلك تنقّل بين عدة منتخبات وأندية كالآتي:
- في موسم 1990/1991 درب نادي باريس سان جيرمان
- في عام 1994 درب منتخب الكاميرون لكرة القدم
- في عام 1995 درب نادي النصر السعودي
- في عام 1995 درب نادي العين الإماراتي
- في عام 1995 درب منتخب المغرب لكرة القدم وحتى عام 2000
- في عام 2000 درب منتخب الإمارات لكرة القدم حتى عام 2001
- في عام 2001 درب نادي أريس تسالونيكي
- في عام 2001 درب منتخب تونس لكرة القدم حتى عام 2002
- في موسم 2003/2004 درب نادي الرجاء المغربي
- في عام 2004 درب منتخب ساحل العاج لكرة القدم حتى عام 2006
- في عام 2006 درب نادي العربي القطري
- في موسم 2006/2007 درب نادي الزمالك المصري ثم منتخب المغرب لكرة القدم
- في نوفمبر 2008 درب ماميلودي صن داونز الجنوب أفريقي
- تولى بمهمة تدريب نادي الزمالك المصري ثم تمت إقالته بعد النتائج السيئة لنادي الزمالك في موسم 2009.

## روابط خارجية
- هنري ميشيل على موقع الاتحاد الدولي (مؤرشف)  (الإنجليزية)
- هنري ميشيل على موقع قاعدة بيانات كرة القدم.إي يو (الإنجليزية)
- هنري ميشيل على موقع ليكيب (الفرنسية)
- هنري ميشيل على موقع ناشيونال فوتبول تيمز (الإنجليزية)
- هنري ميشيل على موقع عالم كرة القدم.نت (الإنجليزية)
- هنري ميشيل على موقع كووورة
- هنري ميشيل على موقع أوليمبيديا (الإنجليزية)